# Crescentia cujete
Crescentia cujete is  een plant uit de trompetboomfamilie (Bignoniaceae).
Het is een tot 10 m hoge kalebasboom, die vaak van de basis af is vertakt met gedeeltelijk horizontaal uitgespreide takken. Jonge takken zijn vierkantig. De tot 12 × 6,5 cm grote bladeren staan in groepjes van twee tot vijf stuks aan kortloten. De leerachtige bladschijf is omgekeerd-eirond, aan de basis wigvormig versmald uitlopend in een breed driehoekige punt. De bladeren zijn gaafrandig, golvend, kaal en aan de bovenkant zwak glanzend. 
De groene bloemen groeien solitair of in paren aan 1,5 cm lange stelen  aan de stam (cauliflorie) of aan twijgen. De bloemen worden in hun oorsprongsgebied bestoven door vleermuizen.
De vruchten zijn rond of eivormig tot ovaal en tot 40 cm groot. Ze hebben een  houtige, stugge, tot 5 mm dikke, glanzende groene schil. Nadat de vrucht van de boom valt, verkleurt hij naar bruin tot zwart. De grote vruchtholte is gevuld met waterige, pappige, rijp grijzige en later zwarte pulp. In de vruchtholte liggen vele platte, zwarte zaden. 
De pulp van jonge vruchten wordt op de Caraïben  in azijn ingelegd. De zaden worden geroosterd gegeten. Rauwe vruchten zijn giftig. De vrucht (boomkalebas) is als voedingsmiddel van relatief weinig betekenis, maar de harde schil wordt veel voor houtsnijwerk gebruikt. Net als de fleskalebas dient de schil voor het vervaardigen van potten, schotels, lepels en muziekinstrumenten.
Crescentia cujete komt van oorsprong voor op de Caraïben en in Midden-Amerika. De soort wordt veel verbouwd in Zuid-Amerika en soms in tropisch Afrika en Azië.